# Monet: Shadow and Light
Monet: Shadow and Light è un film del 1999 diretto da David Devine e basato sulla vita del pittore francese Claude Monet.